# Моклищки манастир
Моклищкият манастир „Свети Никола“ (на македонска литературна норма: Моклишки манастир „Свети Никола“) е късносредновековен православен манастир край тиквешкото село Ваташа, централната част на Северна Македония. Носи името на бившето село Моклище.

## История
Манастирът е разположен в гориста местност на три километра южно от селото Ваташа. Над входа на църквата, от вътрешна страна, е запазен надпис, в който се споменават Никола и неговите синове Йовче, Бечко и Дане от селото Тимяник, ктиторите платили за изграждането и изписването на църквата в 1594/95 година, както и отец Йосиф. В 1716 година Арсений донася в манастира един миней от запуснатия Полошки манастир. Тогава и монасите от Полошкия се местят в Моклищкия манастир.

## Архитектура
Църквата е еднокорабна с полукръгла апсида и скромни декорации отвън. По-късно към западния дял е издигнат притвор с галерия. В притвора се влиза през северния вход и от него през единствения вход на западната стена се влиза в наоса. Интериорът на наоса е от три кораба. Конаците са построени в XIX век, като по-късно са обновени. В компрекса има още фурна, трапезария, стаи за престой, чешма и стопански сгради.

## Живопис
Живописта в църквата според надписа е от построяването ѝ. Първоначално е изписана цялата повърхност, но по-късно фреските пострадват силно с опадането на мазилката, особено на северния зид. През XIX век, когато са построени и манастирските конаци, неизвестен зограф изписва повредените повърхности.
В централния кораб на южната стена в първата зона е изписан портретът на патрона на храма Свети Никола в цял ръст, фронтално, в архиерейска одежда с много кръстове и с дигната дясна ръка за благословия. До изображението на Свети Никола е портретът на Свети Атанасий също в архиерейска дреха с черни кръстове. Северно от входа на църквата са портретите на цар Константин Велики и царица Елена с Честния кръст между тях. Цар Константин е с корона на главата и има къси коси и брада. Дясната му ръка е на гърдите, а с лявата държи кръста. Двамата са облечени в червени царски одежди, обсипани с бисери. Стенописите на северната стена са унищожени и тя е варосана.
- Стенописи
- Свети Николай на южната стена, първа зона. Изобразен е в цял ръст, фронтално и с вдигната дясна ръка за благословия. Облече е в архиерейски одежди с множество кръстове
- Христос Вседържител
- Бог Саваот